# Филатьев, Александр Андреевич
Александр Андреевич Филатьев (род. 28 января 2004, Комсомольск-на-Амуре, Хабаровский край) — российский хоккеист, нападающий. Мастер спорта России (2023).

## Биография
Уроженец Комсомольска-на-Амуре, где начал заниматься хоккеем с четырёх лет. Первый тренер Артём Равильевич Никандров. В семь лет не прошёл отбор в ярославский «Локомотив», через два года попал в омский «Авангард». С сезона 2021/22 начал играть в команде МХЛ «Омские ястребы». С сезона 2023/24 также игрок команды ВХЛ «Омские крылья». 15 октября 2023 года в домашнем матче против «Локомотива» (4:1) дебютировал в КХЛ.
Бронзовый (2021/2022) и серебряный (2022/2023) призёр чемпионата МХЛ.